# Calyptocephala brevicornis
Calyptocephala brevicornis es un insecto coleóptero de la familia Chrysomelidae.
Fue descrita científicamente por primera vez en 1850 por Boheman.